# Bilbo Pytlík
Bilbo Pytlík (anglicky Bilbo Baggins, v hobitštině Bilba Labingi) je fiktivní postava, hlavní představitel románu Hobit od J. R. R. Tolkiena a vedlejší postava navazující trilogie Pán prstenů. Patří do rasy hobitů a byl prvním nositelem prstenu ve Středozemi, který se Jednoho prstenu vzdal dobrovolně.

## Život

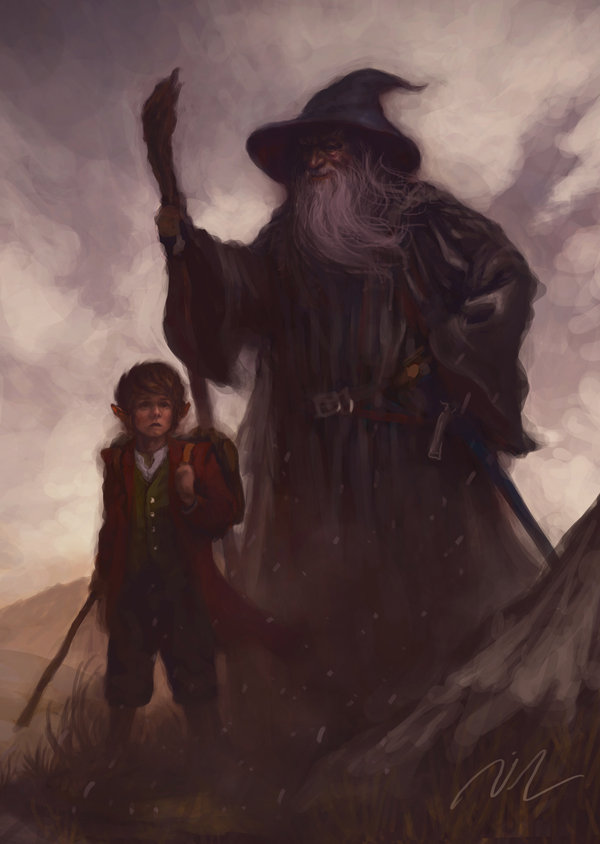
Bilbo Pytlík s čarodějem Gandalfem

Bilbo Pytlík se narodil roku 2890 Třetího věku jako jediný potomek Bungo Pytlíka a Belladony Bralové.

### Hobit aneb cesta tam a zase zpátky
Jak se píše v knize Hobit, aneb cesta tam a zase zpátky a je upřesněno v trilogii Pán Prstenů, v roce 2941 Třetího věku Bilba společně navštívili Gandalf a 13 trpaslíků, vedených Thorinem Pavézou. Nakonec Bilba přesvědčili, aby s nimi šel na výpravu k Osamělé hoře. Trpaslíky pak zachránil hned z několika situací, kdy jim šlo o život.
V průběhu jejich cesty se Bilbo ztratil v Mlžných horách, kde se dostal až do jeskyně, kde potmě nahmatal Jeden prsten, který patřil stvoření zvanému Glum. Poté Bilbo potkal i samotného Gluma a uzavřeli dohodu. Pokud Bilbo vyhraje nad Glumem v pokládání hádanek, Glum ho vyvede z hor. Pokud vyhraje Glum, může Bilba sežrat. V průběhu hádanek hobit také vyzradil své jméno a jméno země, odkud pochází, což mělo mnohem později dohru v trilogii Pán Prstenů. Bilbo nakonec Gluma přelstil záludnou otázkou, „co mám v kapse“. Glum dohodu nesplnil a odhodlal se na Bilba zaútočit, ale ten zjistil, že Prsten propůjčuje neviditelnost a sledováním Gluma nakonec cestu z bludiště pod Mlžnými horami našel sám.
Bilbo pak pokračoval s trpaslíky dál, až se dostali do Temného hvozdu. Zde je vysvobodil ze spárů pavouků a lesních elfů a v sudech se po řece dostali až do města pod Osamělou horou. Drak, který v hoře sídlil, byl zabit, ale Bilbo byl zraněn v Bitvě pěti armád. Nakonec se uzdravil a v pořádku vrátil do Kraje.

### Pán prstenů
Roku 2989 Třetího věku si adoptoval Froda, který osiřel po nehodě svých rodičů. V průběhu svého života Bilbo několikrát Prsten použil, například když se chtěl skrýt před svými příbuznými, Pytlíky ze Sáčkova. Vlastnil jej po celých 60 let, aniž tušil, co vlastně ve skutečnosti Prsten je.
Ten mu prodlužoval život, ale Bilbo se na něm stával čím dál tím víc závislý a měl jej pořád u sebe v kapse. V den jeho 111. narozenin se však po Gandalfově výzvě Prstenu vzdal a nechal ho Frodovi, stejně jako celé Dno Pytle. Odešel z Kraje a víckrát ho zde nikdo nespatřil. Odcestoval společně s třemi trpasličími přáteli do Roklinky, kde se usadil a pokračoval ve své knize o putování k Osamělé hoře.
Jak se píše v závěru trilogie Pán Prstenů, roku 3021 Třetího věku se vydal společně s Frodem, Gandalfem, Elrondem a Galadriel do Šedých přístavů a nastoupil na loď do Valinoru, kde v poklidu dožil. Byl také prohlášen druhým nejstarším hobitem v celé Středozemi (starší byl pouze Sméagol-Glum).
| Nositel Vládnoucího prstenu | Nositel Vládnoucího prstenu                        | Nositel Vládnoucího prstenu |
| --------------------------- | -------------------------------------------------- | --------------------------- |
| Předchůdce: Glum            | 2941 T. v. – 22. listopadu 3001 T. v. Bilbo Pytlík | Nástupce: Frodo Pytlík      |